# Edmund Grabowski
Edmund Grabowski (ur. 29 czerwca 1908 w Psarach, zm. 11 lipca 1982 w Katowicach) – polski urzędnik, prezes Wyższego Urzędu Górniczego w Katowicach. Pełnił funkcję prezesa Wyższego Urzędu Górniczego dwukrotnie – w latach 1955–1957 oraz w latach 1964–1973. 
Był wychowankiem Akademii Górniczej w Krakowie – dyplom mgr. inż. górnictwa uzyskał w roku 1936. Po studiach pracował jako osoba dozoru w kopalni „Jankowice”, a następnie w kopalni „Chwałowice”. Po wyzwoleniu został powołany na stanowisko dyrektora kopalni „Chwałowice”, następnie był głównym inżynierem planowania w Rybnickim Zjednoczeniu Przemysłu Węglowego.
Od 1950 r. pełnił obowiązki wicedyrektora Departamentu Produkcji w Ministerstwie Górnictwa, a następnie w latach 1953–1955 oraz w latach 1957–1964 był wiceministrem górnictwa.
Edmund Grabowski odegrał decydującą rolę w pozyskaniu nowej (aktualnej) siedziby Wyższego Urzędu Górniczego w Katowicach. To dzięki jego działaniom ciasne i niefunkcjonalne pomieszczenia przy ulicy Piotra Skargi 2 zostały zamienione na budynek przy ul. Poniatowskiego 31. W 1965 r. przeprowadził ważną dla funkcjonowania nadzoru górniczego wewnętrzną reorganizację WUG polegającą m.in. na zmniejszeniu liczby departamentów z 8 do 5.
Swoją szeroko pojętą wiedzę z zakresu górnictwa wykorzystywał, m.in. pełniąc funkcję wiceprzewodniczącego Komitetu Naukowego Ośrodka Naukowo-Badawczego do spraw bezpieczeństwa górniczego Głównego Instytutu Górnictwa oraz pełnomocnika Rządu do spraw Szkód Górniczych.
W 1973 r. prezes Grabowski przeszedł na emeryturę. Zmarł 11 lipca 1982 r. w Katowicach. Został pochowany na cmentarzu przy ul. Sienkiewicza.

## Odznaczenia
- Order Sztandaru Pracy I klasy (1969)[4]
- Order Sztandaru Pracy II klasy (1964)[5]
- Brązowy Krzyż Zasługi (1946)[6]
- Złoty Krzyż Zasługi (1951)[7]